# Воспоминания Антони
«Воспоминания Антони» (фр. Souvenirs d'Antony) — сборник приключенческих новелл французского писателя Александра Дюма, впервые опубликованный в 1836 году. Позже выходили другие авторские издания, в которых подбор новелл менялся.
Содержание
- «Керубино и Челестини (Калабрийские бандиты)» (Cherubino et Celestini);
- «Кучер кабриолета» (Le Cocher de Cabriolet);
- «Бланш де Больё» (Blanche de Beaulieu);
- «Красная роза (Невеста республиканца)» (La Rose Rouge; действие происходит в конце XVIII века в восставшей Вандее);
- «Бал-маскарад (Маскарад)» (Un Bal masqué);
- «Жак I и Жак II. Фрагменты истории» (Jacques I et Jacques II. Fragmens Historiques);
- «Бернар» (Bernard);
- «Кюре Шамбар» (Le Curé de Chambard);
- «Дон Мартин ди Фрейташ» (Don Martin de Freytas; действие происходит в средневековой Португалии)[1].

Позже к этим новеллам добавились:
- Марианна (Marianna);
- Мэтр Адам из Калабрии (Maître Adam le Calabrais);
- Неправдоподобие (Invraisemblance);
- Нерождённая душа (Une âme à naître);
- Метель (Le chasse-neige; переделка повести Александра Пушкина);
- Безумцы доктора Миральи (Les fous du docteur Miraglia);
- Гробовщик (Le faiseur de cercueils; переделка повести Александра Пушкина);
- Выстрел (Un coup de feu; переделка повести Александра Пушкина)[1].